# Bactrocera aberrans
Bactrocera aberrans
 es una especie de díptero que Hardy describió por primera vez en 1951. Bactrocera aberrans pertenece al género Bactrocera de la familia Tephritidae.